# سنة بسيطة تبدأ يوم الجمعة
سنة بسيطة تبدأ يوم الجمعة هي تقويم أي سنة بسيطة (أي عدد أيام السنة هو 365 يوماً) التي تبدأ يوم الجمعة 1 يناير (كانون ثاني).
والسنة البسيطة هي السنة التي عدد أيامها في السّنة القمريّة الهجريّة 354 يوماً، لارتباطها بظهور القمر ومُحاقه، أمّا السّنة الشمسيّة سواءً كانت ميلاديّة أو سريانيّة أو تقويم يولياني فيكون عدد أيامها 365 يوماً لارتباطها بدوران الأرض حول الشمس.
أمثلة: سنوات على التقويم الغريغوري 1982، 1993، 1999، 2010، 2021، 2027، 2038 و/أو التقويم اليولياني 1910.
وبالتالي، فإن تلك السنة يمكن أن تكون ممثلة على النحو التالي:
| | | |
| يناير- السبت - الأحد - الاثنين - الثلاثاء - الأربعاء - الخميس - الجمعة - 2827 جمادى الآخرة 1446 هـ - 2928 جمادى الآخرة 1446 هـ - 3029 جمادى الآخرة 1446 هـ - 3130 جمادى الآخرة 1446 هـ - 11 رجب 1446 هـ - 22 رجب 1446 هـ - 33 رجب 1446 هـ - 44 رجب 1446 هـ - 55 رجب 1446 هـ - 66 رجب 1446 هـ - 77 رجب 1446 هـ - 88 رجب 1446 هـ - 99 رجب 1446 هـ - 1010 رجب 1446 هـ - 1111 رجب 1446 هـ - 1212 رجب 1446 هـ - 1313 رجب 1446 هـ - 1414 رجب 1446 هـ - 1515 رجب 1446 هـ - 1616 رجب 1446 هـ - 1717 رجب 1446 هـ - 1818 رجب 1446 هـ - 1919 رجب 1446 هـ - 2020 رجب 1446 هـ - 2121 رجب 1446 هـ - 2222 رجب 1446 هـ - 2323 رجب 1446 هـ - 2424 رجب 1446 هـ - 2525 رجب 1446 هـ - 2626 رجب 1446 هـ - 2727 رجب 1446 هـ - 2828 رجب 1446 هـ - 2929 رجب 1446 هـ - 3030 رجب 1446 هـ - 311 شعبان 1446 هـ | فبراير- السبت - الأحد - الاثنين - الثلاثاء - الأربعاء - الخميس - الجمعة - 12 شعبان 1446 هـ - 23 شعبان 1446 هـ - 34 شعبان 1446 هـ - 45 شعبان 1446 هـ - 56 شعبان 1446 هـ - 67 شعبان 1446 هـ - 78 شعبان 1446 هـ - 89 شعبان 1446 هـ - 910 شعبان 1446 هـ - 1011 شعبان 1446 هـ - 1112 شعبان 1446 هـ - 1213 شعبان 1446 هـ - 1314 شعبان 1446 هـ - 1415 شعبان 1446 هـ - 1516 شعبان 1446 هـ - 1617 شعبان 1446 هـ - 1718 شعبان 1446 هـ - 1819 شعبان 1446 هـ - 1920 شعبان 1446 هـ - 2021 شعبان 1446 هـ - 2122 شعبان 1446 هـ - 2223 شعبان 1446 هـ - 2324 شعبان 1446 هـ - 2425 شعبان 1446 هـ - 2526 شعبان 1446 هـ - 2627 شعبان 1446 هـ - 2728 شعبان 1446 هـ - 2829 شعبان 1446 هـ | مارس- السبت - الأحد - الاثنين - الثلاثاء - الأربعاء - الخميس - الجمعة - 11 رمضان 1446 هـ - 22 رمضان 1446 هـ - 33 رمضان 1446 هـ - 44 رمضان 1446 هـ - 55 رمضان 1446 هـ - 66 رمضان 1446 هـ - 77 رمضان 1446 هـ - 88 رمضان 1446 هـ - 99 رمضان 1446 هـ - 1010 رمضان 1446 هـ - 1111 رمضان 1446 هـ - 1212 رمضان 1446 هـ - 1313 رمضان 1446 هـ - 1414 رمضان 1446 هـ - 1515 رمضان 1446 هـ - 1616 رمضان 1446 هـ - 1717 رمضان 1446 هـ - 1818 رمضان 1446 هـ - 1919 رمضان 1446 هـ - 2020 رمضان 1446 هـ - 2121 رمضان 1446 هـ - 2222 رمضان 1446 هـ - 2323 رمضان 1446 هـ - 2424 رمضان 1446 هـ - 2525 رمضان 1446 هـ - 2626 رمضان 1446 هـ - 2727 رمضان 1446 هـ - 2828 رمضان 1446 هـ - 2929 رمضان 1446 هـ - 301 شوال 1446 هـ - 312 شوال 1446 هـ - 13 شوال 1446 هـ - 24 شوال 1446 هـ - 35 شوال 1446 هـ - 46 شوال 1446 هـ |
| أبريل- السبت - الأحد - الاثنين - الثلاثاء - الأربعاء - الخميس - الجمعة - 2929 رمضان 1446 هـ - 301 شوال 1446 هـ - 312 شوال 1446 هـ - 13 شوال 1446 هـ - 24 شوال 1446 هـ - 35 شوال 1446 هـ - 46 شوال 1446 هـ - 57 شوال 1446 هـ - 68 شوال 1446 هـ - 79 شوال 1446 هـ - 810 شوال 1446 هـ - 911 شوال 1446 هـ - 1012 شوال 1446 هـ - 1113 شوال 1446 هـ - 1214 شوال 1446 هـ - 1315 شوال 1446 هـ - 1416 شوال 1446 هـ - 1517 شوال 1446 هـ - 1618 شوال 1446 هـ - 1719 شوال 1446 هـ - 1820 شوال 1446 هـ - 1921 شوال 1446 هـ - 2022 شوال 1446 هـ - 2123 شوال 1446 هـ - 2224 شوال 1446 هـ - 2325 شوال 1446 هـ - 2426 شوال 1446 هـ - 2527 شوال 1446 هـ - 2628 شوال 1446 هـ - 2729 شوال 1446 هـ - 2830 شوال 1446 هـ - 291 ذو القعدة 1446 هـ - 302 ذو القعدة 1446 هـ - 13 ذو القعدة 1446 هـ - 24 ذو القعدة 1446 هـ | مايو- السبت - الأحد - الاثنين - الثلاثاء - الأربعاء - الخميس - الجمعة - 2628 شوال 1446 هـ - 2729 شوال 1446 هـ - 2830 شوال 1446 هـ - 291 ذو القعدة 1446 هـ - 302 ذو القعدة 1446 هـ - 13 ذو القعدة 1446 هـ - 24 ذو القعدة 1446 هـ - 35 ذو القعدة 1446 هـ - 46 ذو القعدة 1446 هـ - 57 ذو القعدة 1446 هـ - 68 ذو القعدة 1446 هـ - 79 ذو القعدة 1446 هـ - 810 ذو القعدة 1446 هـ - 911 ذو القعدة 1446 هـ - 1012 ذو القعدة 1446 هـ - 1113 ذو القعدة 1446 هـ - 1214 ذو القعدة 1446 هـ - 1315 ذو القعدة 1446 هـ - 1416 ذو القعدة 1446 هـ - 1517 ذو القعدة 1446 هـ - 1618 ذو القعدة 1446 هـ - 1719 ذو القعدة 1446 هـ - 1820 ذو القعدة 1446 هـ - 1921 ذو القعدة 1446 هـ - 2022 ذو القعدة 1446 هـ - 2123 ذو القعدة 1446 هـ - 2224 ذو القعدة 1446 هـ - 2325 ذو القعدة 1446 هـ - 2426 ذو القعدة 1446 هـ - 2527 ذو القعدة 1446 هـ - 2628 ذو القعدة 1446 هـ - 2729 ذو القعدة 1446 هـ - 281 ذو الحجة 1446 هـ - 292 ذو الحجة 1446 هـ - 303 ذو الحجة 1446 هـ - 314 ذو الحجة 1446 هـ - 15 ذو الحجة 1446 هـ - 26 ذو الحجة 1446 هـ - 37 ذو الحجة 1446 هـ - 48 ذو الحجة 1446 هـ - 59 ذو الحجة 1446 هـ - 610 ذو الحجة 1446 هـ | يونيو- السبت - الأحد - الاثنين - الثلاثاء - الأربعاء - الخميس - الجمعة - 314 ذو الحجة 1446 هـ - 15 ذو الحجة 1446 هـ - 26 ذو الحجة 1446 هـ - 37 ذو الحجة 1446 هـ - 48 ذو الحجة 1446 هـ - 59 ذو الحجة 1446 هـ - 610 ذو الحجة 1446 هـ - 711 ذو الحجة 1446 هـ - 812 ذو الحجة 1446 هـ - 913 ذو الحجة 1446 هـ - 1014 ذو الحجة 1446 هـ - 1115 ذو الحجة 1446 هـ - 1216 ذو الحجة 1446 هـ - 1317 ذو الحجة 1446 هـ - 1418 ذو الحجة 1446 هـ - 1519 ذو الحجة 1446 هـ - 1620 ذو الحجة 1446 هـ - 1721 ذو الحجة 1446 هـ - 1822 ذو الحجة 1446 هـ - 1923 ذو الحجة 1446 هـ - 2024 ذو الحجة 1446 هـ - 2125 ذو الحجة 1446 هـ - 2226 ذو الحجة 1446 هـ - 2327 ذو الحجة 1446 هـ - 2428 ذو الحجة 1446 هـ - 2529 ذو الحجة 1446 هـ - 261 محرم 1447 هـ - 272 محرم 1447 هـ - 283 محرم 1447 هـ - 294 محرم 1447 هـ - 305 محرم 1447 هـ - 16 محرم 1447 هـ - 27 محرم 1447 هـ - 38 محرم 1447 هـ - 49 محرم 1447 هـ |
| يوليو- السبت - الأحد - الاثنين - الثلاثاء - الأربعاء - الخميس - الجمعة - 283 محرم 1447 هـ - 294 محرم 1447 هـ - 305 محرم 1447 هـ - 16 محرم 1447 هـ - 27 محرم 1447 هـ - 38 محرم 1447 هـ - 49 محرم 1447 هـ - 510 محرم 1447 هـ - 611 محرم 1447 هـ - 712 محرم 1447 هـ - 813 محرم 1447 هـ - 914 محرم 1447 هـ - 1015 محرم 1447 هـ - 1116 محرم 1447 هـ - 1217 محرم 1447 هـ - 1318 محرم 1447 هـ - 1419 محرم 1447 هـ - 1520 محرم 1447 هـ - 1621 محرم 1447 هـ - 1722 محرم 1447 هـ - 1823 محرم 1447 هـ - 1924 محرم 1447 هـ - 2025 محرم 1447 هـ - 2126 محرم 1447 هـ - 2227 محرم 1447 هـ - 2328 محرم 1447 هـ - 2429 محرم 1447 هـ - 2530 محرم 1447 هـ - 261 صفر 1447 هـ - 272 صفر 1447 هـ - 283 صفر 1447 هـ - 294 صفر 1447 هـ - 305 صفر 1447 هـ - 316 صفر 1447 هـ - 17 صفر 1447 هـ | أغسطس- السبت - الأحد - الاثنين - الثلاثاء - الأربعاء - الخميس - الجمعة - 261 صفر 1447 هـ - 272 صفر 1447 هـ - 283 صفر 1447 هـ - 294 صفر 1447 هـ - 305 صفر 1447 هـ - 316 صفر 1447 هـ - 17 صفر 1447 هـ - 28 صفر 1447 هـ - 39 صفر 1447 هـ - 410 صفر 1447 هـ - 511 صفر 1447 هـ - 612 صفر 1447 هـ - 713 صفر 1447 هـ - 814 صفر 1447 هـ - 915 صفر 1447 هـ - 1016 صفر 1447 هـ - 1117 صفر 1447 هـ - 1218 صفر 1447 هـ - 1319 صفر 1447 هـ - 1420 صفر 1447 هـ - 1521 صفر 1447 هـ - 1622 صفر 1447 هـ - 1723 صفر 1447 هـ - 1824 صفر 1447 هـ - 1925 صفر 1447 هـ - 2026 صفر 1447 هـ - 2127 صفر 1447 هـ - 2228 صفر 1447 هـ - 2329 صفر 1447 هـ - 241 ربيع الأول 1447 هـ - 252 ربيع الأول 1447 هـ - 263 ربيع الأول 1447 هـ - 274 ربيع الأول 1447 هـ - 285 ربيع الأول 1447 هـ - 296 ربيع الأول 1447 هـ - 307 ربيع الأول 1447 هـ - 318 ربيع الأول 1447 هـ - 19 ربيع الأول 1447 هـ - 210 ربيع الأول 1447 هـ - 311 ربيع الأول 1447 هـ - 412 ربيع الأول 1447 هـ - 513 ربيع الأول 1447 هـ | سبتمبر- السبت - الأحد - الاثنين - الثلاثاء - الأربعاء - الخميس - الجمعة - 307 ربيع الأول 1447 هـ - 318 ربيع الأول 1447 هـ - 19 ربيع الأول 1447 هـ - 210 ربيع الأول 1447 هـ - 311 ربيع الأول 1447 هـ - 412 ربيع الأول 1447 هـ - 513 ربيع الأول 1447 هـ - 614 ربيع الأول 1447 هـ - 715 ربيع الأول 1447 هـ - 816 ربيع الأول 1447 هـ - 917 ربيع الأول 1447 هـ - 1018 ربيع الأول 1447 هـ - 1119 ربيع الأول 1447 هـ - 1220 ربيع الأول 1447 هـ - 1321 ربيع الأول 1447 هـ - 1422 ربيع الأول 1447 هـ - 1523 ربيع الأول 1447 هـ - 1624 ربيع الأول 1447 هـ - 1725 ربيع الأول 1447 هـ - 1826 ربيع الأول 1447 هـ - 1927 ربيع الأول 1447 هـ - 2028 ربيع الأول 1447 هـ - 2129 ربيع الأول 1447 هـ - 2230 ربيع الأول 1447 هـ - 231 ربيع الآخر 1447 هـ - 242 ربيع الآخر 1447 هـ - 253 ربيع الآخر 1447 هـ - 264 ربيع الآخر 1447 هـ - 275 ربيع الآخر 1447 هـ - 286 ربيع الآخر 1447 هـ - 297 ربيع الآخر 1447 هـ - 308 ربيع الآخر 1447 هـ - 19 ربيع الآخر 1447 هـ - 210 ربيع الآخر 1447 هـ - 311 ربيع الآخر 1447 هـ |
| أكتوبر- السبت - الأحد - الاثنين - الثلاثاء - الأربعاء - الخميس - الجمعة - 275 ربيع الآخر 1447 هـ - 286 ربيع الآخر 1447 هـ - 297 ربيع الآخر 1447 هـ - 308 ربيع الآخر 1447 هـ - 19 ربيع الآخر 1447 هـ - 210 ربيع الآخر 1447 هـ - 311 ربيع الآخر 1447 هـ - 412 ربيع الآخر 1447 هـ - 513 ربيع الآخر 1447 هـ - 614 ربيع الآخر 1447 هـ - 715 ربيع الآخر 1447 هـ - 816 ربيع الآخر 1447 هـ - 917 ربيع الآخر 1447 هـ - 1018 ربيع الآخر 1447 هـ - 1119 ربيع الآخر 1447 هـ - 1220 ربيع الآخر 1447 هـ - 1321 ربيع الآخر 1447 هـ - 1422 ربيع الآخر 1447 هـ - 1523 ربيع الآخر 1447 هـ - 1624 ربيع الآخر 1447 هـ - 1725 ربيع الآخر 1447 هـ - 1826 ربيع الآخر 1447 هـ - 1927 ربيع الآخر 1447 هـ - 2028 ربيع الآخر 1447 هـ - 2129 ربيع الآخر 1447 هـ - 2230 ربيع الآخر 1447 هـ - 231 جمادى الأولى 1447 هـ - 242 جمادى الأولى 1447 هـ - 253 جمادى الأولى 1447 هـ - 264 جمادى الأولى 1447 هـ - 275 جمادى الأولى 1447 هـ - 286 جمادى الأولى 1447 هـ - 297 جمادى الأولى 1447 هـ - 308 جمادى الأولى 1447 هـ - 319 جمادى الأولى 1447 هـ | نوفمبر- السبت - الأحد - الاثنين - الثلاثاء - الأربعاء - الخميس - الجمعة - 110 جمادى الأولى 1447 هـ - 211 جمادى الأولى 1447 هـ - 312 جمادى الأولى 1447 هـ - 413 جمادى الأولى 1447 هـ - 514 جمادى الأولى 1447 هـ - 615 جمادى الأولى 1447 هـ - 716 جمادى الأولى 1447 هـ - 817 جمادى الأولى 1447 هـ - 918 جمادى الأولى 1447 هـ - 1019 جمادى الأولى 1447 هـ - 1120 جمادى الأولى 1447 هـ - 1221 جمادى الأولى 1447 هـ - 1322 جمادى الأولى 1447 هـ - 1423 جمادى الأولى 1447 هـ - 1524 جمادى الأولى 1447 هـ - 1625 جمادى الأولى 1447 هـ - 1726 جمادى الأولى 1447 هـ - 1827 جمادى الأولى 1447 هـ - 1928 جمادى الأولى 1447 هـ - 2029 جمادى الأولى 1447 هـ - 2130 جمادى الأولى 1447 هـ - 221 جمادى الآخرة 1447 هـ - 232 جمادى الآخرة 1447 هـ - 243 جمادى الآخرة 1447 هـ - 254 جمادى الآخرة 1447 هـ - 265 جمادى الآخرة 1447 هـ - 276 جمادى الآخرة 1447 هـ - 287 جمادى الآخرة 1447 هـ - 298 جمادى الآخرة 1447 هـ - 309 جمادى الآخرة 1447 هـ - 110 جمادى الآخرة 1447 هـ - 211 جمادى الآخرة 1447 هـ - 312 جمادى الآخرة 1447 هـ - 413 جمادى الآخرة 1447 هـ - 514 جمادى الآخرة 1447 هـ                                  | ديسمبر- السبت - الأحد - الاثنين - الثلاثاء - الأربعاء - الخميس - الجمعة - 298 جمادى الآخرة 1447 هـ - 309 جمادى الآخرة 1447 هـ - 110 جمادى الآخرة 1447 هـ - 211 جمادى الآخرة 1447 هـ - 312 جمادى الآخرة 1447 هـ - 413 جمادى الآخرة 1447 هـ - 514 جمادى الآخرة 1447 هـ - 615 جمادى الآخرة 1447 هـ - 716 جمادى الآخرة 1447 هـ - 817 جمادى الآخرة 1447 هـ - 918 جمادى الآخرة 1447 هـ - 1019 جمادى الآخرة 1447 هـ - 1120 جمادى الآخرة 1447 هـ - 1221 جمادى الآخرة 1447 هـ - 1322 جمادى الآخرة 1447 هـ - 1423 جمادى الآخرة 1447 هـ - 1524 جمادى الآخرة 1447 هـ - 1625 جمادى الآخرة 1447 هـ - 1726 جمادى الآخرة 1447 هـ - 1827 جمادى الآخرة 1447 هـ - 1928 جمادى الآخرة 1447 هـ - 2029 جمادى الآخرة 1447 هـ - 211 رجب 1447 هـ - 222 رجب 1447 هـ - 233 رجب 1447 هـ - 244 رجب 1447 هـ - 255 رجب 1447 هـ - 266 رجب 1447 هـ - 277 رجب 1447 هـ - 288 رجب 1447 هـ - 299 رجب 1447 هـ - 3010 رجب 1447 هـ - 3111 رجب 1447 هـ - 112 رجب 1447 هـ - 213 رجب 1447 هـ                                              |

| الألفية          | القرن     | السنة حسب التقويم الغريغوري | السنة حسب التقويم الغريغوري | السنة حسب التقويم الغريغوري | السنة حسب التقويم الغريغوري | السنة حسب التقويم الغريغوري | السنة حسب التقويم الغريغوري | السنة حسب التقويم الغريغوري | السنة حسب التقويم الغريغوري | السنة حسب التقويم الغريغوري | السنة حسب التقويم الغريغوري | السنة حسب التقويم الغريغوري |
| ---------------- | --------- | --------------------------- | --------------------------- | --------------------------- | --------------------------- | --------------------------- | --------------------------- | --------------------------- | --------------------------- | --------------------------- | --------------------------- | --------------------------- |
| الألفية الثانية: | القرن 19: | 1802                        | 1813                        | 1819                        | 1830                        | 1841                        | 1847                        | 1858                        | 1869                        | 1875                        | 1886                        | 1897                        |
| الألفية الثانية: | القرن 20: | 1909                        | 1915                        | 1926                        | 1937                        | 1943                        | 1954                        | 1965                        | 1971                        | 1982                        | 1993                        | 1999                        |
| الألفية الثالثة: | القرن 21: | 2010                        | 2021                        | 2027                        | 2038                        | 2049                        | 2055                        | 2066                        | 2077                        | 2083                        | 2094                        | 2100                        |
| الألفية الثالثة: | القرن 22: | 2106                        | 2117                        | 2123                        | 2134                        | 2145                        | 2151                        | 2162                        | 2173                        | 2179                        | 2190                        |                             |

| الألفية          | القرن     | السنة حسب التقويم اليولياني | السنة حسب التقويم اليولياني | السنة حسب التقويم اليولياني | السنة حسب التقويم اليولياني | السنة حسب التقويم اليولياني | السنة حسب التقويم اليولياني | السنة حسب التقويم اليولياني | السنة حسب التقويم اليولياني | السنة حسب التقويم اليولياني | السنة حسب التقويم اليولياني | السنة حسب التقويم اليولياني |
| ---------------- | --------- | --------------------------- | --------------------------- | --------------------------- | --------------------------- | --------------------------- | --------------------------- | --------------------------- | --------------------------- | --------------------------- | --------------------------- | --------------------------- |
| الألفية الثانية: | القرن 19: | 1809                        | 1815                        | 1826                        | 1837                        | 1843                        | 1854                        | 1865                        | 1871                        | 1882                        | 1893                        | 1899                        |
| الألفية الثانية: | القرن 20: | 1910                        | 1921                        | 1927                        | 1938                        | 1949                        | 1955                        | 1966                        | 1977                        | 1983                        | 1994                        |                             |
| الألفية الثالثة: | القرن 21: | 2005                        | 2011                        | 2022                        | 2033                        | 2039                        | 2050                        | 2061                        | 2067                        | 2078                        | 2089                        | 2095                        |
| الألفية الثالثة: | القرن 22: | 2106                        | 2117                        | 2123                        | 2134                        | 2145                        | 2151                        | 2162                        | 2173                        | 2179                        | 2190                        |                             |